# Bagha
Bagha è un sottodistretto (upazila) del Bangladesh situato nel distretto di Rajshahi, divisione di Rajshahi. Si estende su una superficie di 184,25 km² e conta una popolazione di 184.183  abitanti (censimento 2011).